# チョン・イル
チョン・イル（朝: 정일우、丁一宇、1987年9月9日 - ）は、韓国の俳優。身長184cm、体重66kg、O型。9atoエンターテインメント所属。

## 人物
家族構成は、父、母、姉。父は元韓国放送公社の記者で、母は織物研究者で韓国伝統文化大学校教授。
ソウル芸術大学放送芸能科に入学後、2008年に漢陽大学演劇映画学科に移り2014年に卒業。
『美賊イルジメ伝』、『太陽を抱く月』、『夜警日誌』、『ヘチ 王座への道』など代表作に時代劇が多く、"時代劇男神"と呼ばれている。
俳優のイ・ミンホとは同じ町内で育った幼馴染で親友である。
2020年11月、ファンとの交流のために個人YouTubeチャンネル『1일1우 JUNGILWOO（1日1イル）』を開設した。

## 略歴
2006年、映画『静かな世界』で俳優デビューし、同年、MBCシチュエーションコメディ『思いっきりハイキック!』で、主人公で反抗期の高校生ユノを演じブレイク。
2009年、MBCドラマ『美賊イルジメ伝』で主演を務め時代劇に初挑戦し、心に傷を負った伝説の義賊・イルジメ（一枝梅）役を演じる。同年6月、日本で初めてのファンミーティング『1st　Fanmeeting～Secret Time in Japan』を開催した。
2010年、中谷まゆみ作の舞台『ビューティフル・サンデー』で演劇に初挑戦。
2011年、SBSドラマ『私の期限は49日』では死者をあの世に送るスケジューラー（死神）役、tvNドラマ『イケメンラーメン店』(邦題『美男<イケメン>ラーメン店』)では女好きの財閥男を演じる。
2012年、韓国で最高視聴率46.1%を記録した大ヒット時代劇ドラマ『太陽を抱く月』に出演。主人公の王イ・フォンの異母兄で、豪放で自由な庶子・陽明君を演じた。
2013年、ファンタジーロマンス時代劇『夜警日誌』に主演し、『黄金の虹』でも主演を務め愛する人を守るため父親の悪事に挑む検事を演じた。
2015年、中国映画『女漢子』に出演。趙麗穎とラブコメディを演じた。
2016年6月、タイのドラマ『Love and Lies』に主演することが決定し、2017年に放送され韓国俳優として初めてタイのドラマの主演を務めた。
2016年12月から兵役に入り2018年11月に服務を終え、2019年2月、ドラマ『ヘチ 王座への道』で復帰を果たした。

## 交通事故による影響
2006年8月、親友のイ・ミンホとともに旅行に出かけた際、車で移動中に対向車線を走る飲酒運転の車がセンターラインを越えて正面衝突。2人は重傷を負い、チョン・イルは4か月半入院。退院後復帰するが、当時新人俳優だったため、監督には大丈夫だと嘘をつきオーディションに合格していたドラマ『思いきりハイキック』の撮影に参加。しかし撮影終了後に体調が悪化し1年間休業した。事故当時、脳震盪と脳出血の症状が見られていたが、2013年に頭痛に襲われ精密検査したところ脳動脈瘤と診断される。頭の中に時限爆弾を抱えてるような状況への不安から鬱病も患う。その後、1ヶ月家から出られない日々を過ごすが、サンティアゴ巡回路に行ったのをきっかけに現実を楽しみながら生きていこうと思うようになったと話す。事故の後遺症で部分記録喪失も患っており、記憶で失った部分を残しておけるよう普段からスマートフォンで写真をたくさん撮るようにしている。
後遺症の影響で兵役は公益勤務要員の判定を受ける。2年間、療養センターで働き代替服務を終えた。

## 出演作品

### テレビドラマ
- 思いっきりハイキック!（朝鮮語版）（2006年、MBC） - イ・ユノ役[25]
- クク島の秘密（朝鮮語版）（2008年、MBC） - イ・ユノ役
- 美賊イルジメ伝（2009年、MBC） - イルジメ（一枝梅）役
- お嬢さまをお願い!（2009年、KBS） - イ・テユン役
- 明日に向かってハイキック（2011年、KBS） - イル役（特別出演）
- 私の期限は49日（2011年、SBS） - スケジューラー（ソン・イス）役[26]
- ハイキック3 -短足の逆襲- （2011年 - 2012年、KBS） - チョン・イル役（特別出演）
- 美男＜イケメン＞ラーメン店（2011年、tvN） - チャ・チス役[27]
- 太陽を抱く月（2012年、MBC） - 陽明（ヤンミョン）君役[28]
- オフィスの女王（2013年、KBS） - チャ・チス役（特別出演）
- 黄金の虹（朝鮮語版）（2013年、MBC） - ソ・ドヨン役[29][30]
- 夜警日誌（2013年、MBC） - イ・リン役[31]
- ステキな片想い（2015年、Webドラマ） - チェ・セフン役[32]
- シンデレラと4人の騎士＜ナイト＞（2016年、tvN） - カン・ジウン役[33]
- ヘチ 王座への道（2019年、SBS） - イ・グム / 延礽（ヨニン）君役[34]
- 夜食男女（朝鮮語版）（2020年、JTBC） - パク・ジンソン役[35]
- ポッサム〜愛と運命を盗んだ男〜（2021年、MBN） - バウ役[36]
- グッジョブ（2022年、ENA） - ウン・ソヌ役[37]

### 映画
- 静かな世界（朝鮮語版）（2006年）
- 私の恋（朝鮮語版）（2007年）
- 女漢子（中国語版）（2015年）
- 一級機密（朝鮮語版）（2016年）[38]
- 高速道路家族

### バラエティ
- チョン・イルの-One More Time（2011年、MTV Korea）
- カムノルドリームプロジェクト（2011年、JTBC）[39]
- セクションTV芸能通信（2012年、MBC）[40]
- 天天向上（2012年、中国HNTV）[41][42]
- SBSテレビ芸能（2012年、SBS）[43]
- 完全娛樂（2012年、台湾TV）
- 娛樂百分百（2012年、台湾GTV）
- 無限に挑戦（2014年、MBC）[44]
- Star Chef 2（2015年、江蘇衛星）[45]
- ランニングマン（2015年、SBS）[46]
- STAR# - 最初の物語 韓国料理編（2016年）[47]
- みにくいうちの子（2019年、SBS）[48]
- 新商品発売ファンストラン（2019年、KBS2）[49]

### 音楽
- 2009年 Dynamic Duo《チュギルノム》ナレーション参加
- 2011年 シングル《ホスアビ》- ドラマ 《私の期限は49日》OST
- 2011年 シングル《スケジューラーソング》- ドラマ 《私の期限は49日》OST
- 2012年 シングル《ノランサラム》- ドラマ 《イケメンラーメン店》OST

### ラジオ
- 2007年12月11日KBS 《パク・スホンのドキドキ11時》出演
- 2008年4月8日MBC 《パク・ギョンニムの星が光る夜に》出演
- 2011年5月25日MBC《ジョンヨプの青い夜》出演
- 2011年9月3日KBS《ボリュームを高めます》スペシャルDJ出演
- 2011年9月4日KBS《ボリュームを高めます》スペシャルDJ出演
- 2011年12月22日SBS《コン・ヒョンジンのシネタウン》出演

### PV
- SAT 「これが私です」（2007年）
- ク・ジョンヒョン「だから」（2007年）
- ク・ジョンヒョン　「嘸かし(오죽했으면)」（2007年）

### 舞台
- ビューティフル・サンデー（2010年）

### 番組
- チョン・イルの-One More Time（2007年）

### 広告
- エンプラニ（2012年）[50]
- ホリカホリカ（2012年）[51]
- ペプシ（2012年）[52]
- ドミノピザ（2012年）[53][54][55]
- LG電子 Optimus LTE2（2012年）[56][57]
- ロッテ製菓 ドリトス
- GOOGIMS（2012年）[58]
- 博報堂DYグループ（2012年）[59]
- FILA SPORTS（2012年）[60]
- Theory（2015年）
- BEAKER（2015年）[61]
- ビングレ バナナミルク
- NIKE
- ヘッバン
- ビター500
- CLRIDE.ｎ
- NIX
- 花を持つ男
- M.NET

## 広報大使
- 国立中央博物館公式（2017年）[62]

## 雑誌
| 年度 | 月号   | 雑誌名          | 参考          |
| ---- | ------ | --------------- | ------------- |
| 2012 | 5月号  | 1st Look        | [ 63 ] [ 64 ] |
| 2014 | 8月号  | THE CELEBRITY   | [ 65 ]        |
| 2014 | 8月号  | Harper's BAZAAR | [ 66 ]        |
| 2014 | 12月号 | KWAVE           | [ 67 ]        |
| 2015 | 9月号  | Vogue Korea     | [ 68 ]        |
| 2016 | 6月号  | bnt             | [ 69 ]        |
| 2016 | 10月号 | W KOREA         | [ 70 ]        |
| 2016 | 10月号 | Esquire         | [ 71 ]        |
| 2019 | 創刊号 | KRIBBIT         | [ 72 ]        |
| 2019 | 10月号 | the NEIGHBOR    | [ 73 ]        |
| 2020 | 1月号  | 韓国ぴあ        | [ 74 ]        |
| 2021 | 5月号  | COSMOPOLITAN    | [ 75 ]        |

## 受賞

### 受賞
- 2007年「MBC放送芸能大賞 コメディーシットコム部門 新人男優賞」
- 2007年「Mnet KM ミュージックフェスティバル ミュージックビデオ演技賞」
- 2007年「Mnet 20’s choice ドラマスター賞」
- 2007年「Mnet 20’s choice ニュースター賞」
- 2009年「第2回 コリアジュニアスターアワーズ TVドラマ部門 大賞」
- 2012年「第7回 アジアモデル賞授賞式 モデル特別賞 ファッショニスタ賞」[76]
- 2012年「第2回 ‘幸せ分かち合い人’ 保健福祉部　長官賞」
- 2012年「第18回 上海TVフェスティバル　銀賞 「太陽を抱く月」」[77][78]
- 2012年「第7回 中国 華鼎奨授賞式 アジア男子俳優大賞」[79][80]
- 2013年「IQIYI俳優賞」
- 2014年「2014 COSMO BEAUTY AWARDS アジアドリームアイコン賞」[81]
- 2014年「MBC演技大賞 特別俳優賞」[82]
- 2015年「亜洲影響力東方盛典 最も歓迎される男優賞」[83]
- 2016年「第11回アジアモデルフェスティバルアワード アジア特別俳優賞」
- 2019年「KBS芸能大賞 新人賞」[84]

### ノミネート
- 2007年「第44回百想芸術大賞 新人俳優賞」
- 2009年「KBS演技大賞 新人俳優賞」
- 2012年「第48回百想芸術大賞 TV部門人気俳優賞」
- 2012年「MBC演技大賞 優秀俳優賞」
- 2012年「MBC演技大賞 人気俳優賞」
- 2013年「MBC演技大賞 特別俳優賞」
- 2014年「MBC演技大賞 人気俳優賞」[85]
- 2014年「MBC演技大賞 ベストカップル賞 with コ・ソンヒ」
- 2019年「SBS演技大賞 PD賞」[86]
- 2019年「SBS演技大賞 最優秀俳優賞」[87]
- 2019年「SBS演技大賞 ベストカップル賞 with Ara」